# 利斯基夫齊 (卡緬涅茨-波多利斯基區)
48°37′54″N 27°2′57″E / 48.63167°N 27.04917°E
利斯基夫齊（烏克蘭語：Лисківці），是烏克蘭的村落，位於該國西部赫梅利尼茨基州，由卡緬涅茨-波多利斯基區負責管轄，面積1.05平方公里，2001年人口278，人口密度每平方公里263.8人。